# 간베촌 (효고현 이보군)
간베촌(神部村)은 효고현 이보군에 있던 촌이다. 현재의 다쓰노시, 아이오이시에 해당한다.

## 역사
- 1889년 4월 1일 - 정촌제 시행에 의해 잇사이군 간베촌 이 성립하였다.
- 1896년 4월 1일 - 이보군이 성립하여, 소속이 변경되었다.
- 1948년 4월 1일 - 고우치촌, 한다촌과 합병해 이보가와정이 성립하여, 동일 간베촌은 폐지되었다.
- 1951년 8월 10일 - 이보가와정 중 구촌 지역 일부가 아이오이시에 편입되었다.

## 교통

### 철도
- 일본국유철도 (현 서일본 여객철도)
  - 산요 본선

### 도로
- 국도 제2호선

## 참고문헌
- 가도카와 일본지명대사전 28 효고현